# Bernhard Weber (Indologe)
Bernhard Weber (* 12. September 1953; zwischen 1983 und 2011 Bernhard Weber-Brosamer) ist ein deutscher Indologe und Übersetzer. Er ist insbesondere für seine Übersetzungen buddhistischer Texte aus dem Sanskrit ins Deutsche bekannt.

## Leben
Bernhard Weber studierte Indologie, Philosophie und Musikwissenschaft. Er promovierte 1987 in diesem Fachgebiet. Zwischen 1993 und 2011 war er Leiter des Haniel-Museums in Duisburg-Ruhrort und von 2011 bis 2019 Leiter des Museums der Deutschen Binnenschifffahrt.
Seine wissenschaftliche Arbeit konzentrierte sich auf die Übersetzung und Kommentierung klassischer indischer Texte. Besonders hervorzuheben ist seine Übersetzung von Nāgārjunas Hauptwerk Mūlamadhyamakakārikā, die unter dem Titel Die Philosophie der Leere veröffentlicht wurde. Dieses Werk bietet eine vollständige deutsche Direktübersetzung aus dem Sanskrit sowie ausführliche philosophiegeschichtliche Einleitungen und Anmerkungen, die das Verständnis des Textes erleichtern. 

## Veröffentlichungen (Auswahl)
- Bernhard Weber-Brosamer: Annam; Untersuchungen zur Bedeutung des Essens und der Speise im vedischen Ritual. Schäuble Verlag, 2. Auflage 1993
- mit Dieter M. Back: Die Philosophie der Leere: Nāgārjunas Mūlamadhyamakakārikās[2]. Übersetzung des buddhistischen Basistextes mit kommentierenden Einführungen. Harrassowitz Verlag, 2006.